# Einar Ágústsson
Einar Ágústsson (geboren am 23. September 1922 auf dem Hof Hallgeirsey, heute in der Gemeinde Rangárþing eystra; gestorben am 12. April 1986) war ein isländischer Politiker. Er bekleidete mehrere politische Ämter und war von 1971 bis 1978 Außenminister des Landes.

## Biografie
Einar Ágústsson wurde 1922 auf dem Hof Hallgeirsey im Südwesten Islands geboren. Er war der Sohn des Geschäftsmanns Ágúst Einarsson und dessen Frau, der Lehrerin Helga Jónasdóttir. 1948 heiratete er Þórunn Sigurðardóttir, mit der er vier Kinder hatte. Nach seinem Abitur 1941 studierte er bis 1947 Jura an der Universität Island, 1951 erhielt er die Zulassung als Rechtsanwalt. Von 1947 bis 1954 arbeitete er als Büroleiter des Vertriebsausschusses für Militärgüter und als Mitarbeiter des Finanzrats. Von 1954 bis 1957 war er Mitarbeiter des Finanzministeriums. Mit der Gründung der Genossenschaftlichen Sparkassen am 1. März 1957 arbeitete er als Sparkassenmanager bis 1963 sowie als Vertreter des Präsidenten der Union der isländischen Genossenschaften SÍS und Direktor der Pensionskasse der Union bis 1960.
Einar Ágústsson war Mitglied der Fortschrittspartei und wurde 1963 als Mitglied des isländischen Parlaments Althing gewählt, dem er bis 1979 angehörte. Am 14. Juli 1971 wurde er zum Außenminister des Landes im Kabinett von Ólafur Jóhannesson ernannt und blieb dies in der ersten Amtszeit bis zum 28. August 1974. Danach wurde er direkt von Geir Hallgrímsson erneut für eine zweite Amtszeit in dieser Funktion ernannt und blieb dies bis zum 1. September 1978. Nach seiner Amtszeit war er Botschafter in Dänemark sowie Botschafter in Italien, Israel und der Türkei von 1980 bis zu seinem Lebensende 1986.

## Belege
1. ↑  
Biografie von Einar Ágústsson auf der Website des isländischen Parlaments Althing; abgerufen am 21. April 2020.